# JFK (estudio de animación)
JFK Co., Ltd. (株式会社JFK?), también conocido como Quad (クワッド Kuwaddo?), es un estudio de animación japonés establecido en 2018.

## Historia
La empresa fue fundada el 1 de mayo de 2018 por antiguos miembros de Production IMS liderados por Naoto Awano y Ōgi Jiyu.
En 2022, la compañía llevó a cabo su primera producción principal, acreditada como Quad, con la serie de televisión de anime Kaijin Kaihatsubu no Kuroitsu-san.
En 2023, trasladó su sede desde el cuarto piso del edificio Dai-Ni Daidō en Asagaya Minami, Suginami, Tokio, a la dirección actual en la segunda planta del edificio Sanheim Nakako en Nerima, Tokio.

## Trabajos

### Series de televisión
| Año  | Título                                      | Director(es)                  | Fecha de primera transmisión | Fecha de última transmisión | Eps. | Notas                                                                                         | Refs.                              |
| ---- | ------------------------------------------- | ----------------------------- | ---------------------------- | --------------------------- | ---- | --------------------------------------------------------------------------------------------- | ---------------------------------- |
| 2022 | Kaijin Kaihatsubu no Kuroitsu-san           | Hisashi Saitō                 | 9 de enero de 2022           | 3 de abril de 2022          | 12   | Adaptación del manga escrito e ilustrado por Hiroaki Mizusaki.                                | [ 5 ] [ 6 ] [ 7 ]                  |
| 2023 | Inu ni Nattara Suki na Hito ni Hirowareta.  | Takashi Andō                  | 7 de enero de 2023           | 25 de marzo de 2023         | 12   | Adaptación del manga escrito e ilustrado por Itsutsuse.                                       | [ 8 ] [ 9 ] [ 10 ] [ 11 ]          |
| 2023 | Bokura no Ameiro Protocol                   | Yasutaka Yamamoto Daishi Katō | 8 de octubre de 2023         | 24 de diciembre de 2023     | 12   | Historia original.                                                                            | [ 12 ] [ 13 ] [ 14 ]               |
| 2025 | NEET Kunoichi to Nazeka Dōsei Hajimemashita | Hisashi Saitō                 | 5 de enero de 2025           | 15 de junio de 2025         | 24   | Adaptación del manga escrito e ilustrado por Kotatsu.                                         | [ 15 ] [ 16 ] [ 17 ] [ 18 ] [ 19 ] |
| 2025 | Ore wa Seikan Kokka no Akutoku Ryōshu!      | Tetsuya Yanagisawa            | 6 de abril de 2025           | 22 de junio de 2025         | 12   | Adaptación de las novelas ligeras escritas por Yomu Mishima e ilustradas por Nadare Takamine. | [ 20 ] [ 21 ]                      |
| 2025 | Sawaranaide Kotesashi-kun                   | Hisashi Saitō                 | Octubre de 2025              | —                           | —    | Adaptación del manga escrito e ilustrado por Takuya Shinjō.                                   | [ 22 ]                             |

### Especiales
| Año  | Título                                              | Director(es) | Fecha de primera transmisión | Fecha de última transmisión | Eps. | Notas                                                        | Refs.  |
| ---- | --------------------------------------------------- | ------------ | ---------------------------- | --------------------------- | ---- | ------------------------------------------------------------ | ------ |
| 2023 | Inu ni Nattara Suki na Hito ni Hirowareta. Specials | Takashi Andō | 29 de marzo de 2023          | 26 de abril de 2023         | 2    | Episodios no emitidos incluidos en los volúmenes de Blu-ray. | [ 23 ] |